# Ministry of Sound
Ministry of Sound sau Ministry of Sound Group este o afacere multimedia cu sediul în Londra cu un club de noapte, spațiu de lucru comun și club privat al membrilor, organizare de evenimente la nivel mondial, afaceri de publicare muzicală și studio de fitness.
James Palumbo este co-fondatorul și fostul președinte și director general al grupului. El a predat conducerea zilnică a afacerii lui Lohan Presencer în 2008. În 2018, Presencer a devenit președinte.

## Compilații
- Anthems
- The Annual
- Back to the Old Skool I & II
- Big Tunes
- Canada
- Chilled
- Chillout Sessions
- Club Files
- Club Nation
- Clubbers Guide
- Classics
- Dance Nation
- Electro House Sessions I & II
- Hard NRG
- Hed Kandi
- House Nation
- Housexy
- Ibiza Annual
- The Mash Up Mix
- Mashed
- Maximum Bass
- The Politics of Dancing
- Rewind
- Sessions 1, 2, 3, 4 & 5
- Classic Trance Nation
- Funky House Sessions
- Addicted To Bass

## Legături externe
- Site oficial